# 村瀬秀信
村瀬 秀信（むらせ ひでのぶ、1975年8月29日 -　）は、日本のライター、コラムニスト。神奈川県茅ヶ崎市出身。株式会社Office Ti+代表。

## 経歴
北陽中学校時代に書いた文集のエッセイ「ナメクジVS人間」が上級生のキレイなお姉さんに褒められて文章を書くことに目覚める。神奈川県立茅ケ崎西浜高等学校卒業後、家庭の事情で大学に進学できなくなり北海道から沖縄まで全国を放浪。
1998年西表島から上京し角川書店（現KADOKAWA）でバイト。2000年にライター事務所デストロンの戦闘員に採用される。
2002年からフリーライターとして活動。旅とグルメ、エンタテインメントとプロ野球を主なテーマに雑誌・Webへ寄稿。
2007年「散歩の達人」誌上で「絶頂チェーン店」が連載開始。同連載はその後「絶頂チェーン店MAX」「絶頂チェーン店Full throttle」「絶頂チェーン店BIGBANG」「絶頂チェーン店Web支店」「絶頂チェーン店六道輪廻」とリニューアルを重ね、2025年現在同誌最長連載となっている。また、同連載を書籍化した「気がつけばチェーン店ばかりでメシを食べている」もシリーズ３冊が発行されている。
2008年文京区本郷にライター事務所「株式会社Office Ti+」を設立。代表取締役に就任。
2013年12月、『4522敗の記憶 ホエールズ&ベイスターズ 涙の球団史』が紀伊國屋書店「キノベス!2014」第7位に選ばれた。
2017年文春オンラインではじまった「文春野球コラムペナントレース」コミッショナー就任。企画終了の2023年まで7年間務めた。2019年には野球コラム学校「文春野球学校」を開校。校長に就任。
2023年『虎の血 阪神タイガース、謎の老人監督』が集英社の第21回 開高健ノンフィクション賞の最終候補に選出される。
2025年大洋ホエールズ～横浜DeNAベイスターズ75年の歴史を75人の球団OBと振り返るYoutube「WHALE GENES」がスタート。

## 人物
幼少期からの大洋ホエールズ・横浜ベイスターズの熱狂的なファン。著作「4522敗の記憶」の取材では総勢40名以上にわたる大洋・横浜の選手・関係者に泣きながら証言をとったという
。
子どもの頃から圧倒的な勝率の低さから「自分が見ると負ける」と自認しているため、1998年の日本一は西表島に。2017年の日本シリーズは肺炎で入院。26年ぶりの日本一を決めた2024年11月3日の日本シリーズ第６戦は青森の恐山に自主隔離していた。
スタンド目線からのスポーツライティングが特徴で、2010年からSports Graphic NumberのWeb版で連載「野次馬ライトスタンド」を開始。
その後「メークミルミル」、「カープ女子」へと発展する切掛けとなる記事の他、古木克明、中野渡進、ヤクルト芸術家ながさわたかひろ、などのクセのある選手・人物の作品を多く手掛ける。
2015年ダーリンハニー吉川正洋、米粒写経サンキュータツオ、春日太一らとベイスターズファンイベント「横浜に入る悦び」を開催。2021年に吉川と「新・横浜に入る悦び」にリニューアル。のべ10年を超える人気イベントとなっている。
2016年から毎年tvkの年末ベイスターズ特番にご意見番として出演するほか、DeNAベイスターズ球団公式のPVやトークイベントにもたびたび出演。TBSラジオ「荒川強啓デイ・キャッチ！」ではベイスターズファンの強啓と共に本編から逸脱したベイスターズトークに毎回脱線。2016年3月29日、最終回のオープニングでは横浜スタジアムから中継で「これから開幕なのになんで最終回なんですか！」と叫んだ。
2023年横浜MORE’S夏キャンペーンのポスターに三浦大輔と共に花くまゆうさくのイラストでモデルに採用された。

## 著作
- 『プロ野球 最期の言葉』イーストプレス、2010年（2012年文庫化）
- 『ラストイニング 勝利の21か条 ─彩珠学院 甲子園までの軌跡─』（ツクイヨシヒサ、石黒謙吾、中村計、樫本ゆき等と共著）小学館、2011年
- 『4522敗の記憶 ホエールズ&ベイスターズ 涙の球団史』双葉社、2013年（2016年文庫化）
- 『気がつけばチェーン店ばかりでメシを食べている』交通新聞社、2014年（2016年文庫化）
- 『アンソロジー 餃子』（共著の1人）パルコ、2016年
- 『それでも気がつけばチェーン店ばかりでメシを食べている』交通新聞社、2017年（2020年文庫化）
- 『お～い、丼』（共著の1人）筑摩書房、2017年
- 『でんしゃにのるよ　ひとりでのるよ』（村せひでのぶ名義　絵：宮澤ナツ）交通新聞社、2018年
- 『村瀬秀信 野球短編撰集－止めたバットでツーベース―』双葉社、2018年
- 『ドラフト最下位』KADOKAWA、2019年
- 『地方に行っても気がつけばチェーン店ばかりでメシを食べている』講談社、2023年
- 『虎の血 阪神タイガース、謎の老人監督』集英社、2024年
- 『ロイヤルホストで夜まで語りたい』（共著）朝日新聞出版、2025年

## 編集
- 『ハマの裏番もつ鍋屋になる』（中野渡進・著） ミリオン出版、2010年
- 『球団と喧嘩してクビになったプロ野球選手』（中野渡進・著）双葉社、2014年
- 『僕たちが愛したプロ野球 80年代パ・リーグ』（責任編集）スコラマガジン、2014年

## 連載
- 「野次馬ライトスタンド」（Suports Graphic Number Web）
- 「絶頂チェーン店」（『月刊散歩の達人』）
- 「それでも、ベイスターズにはヤツがいる」（横浜DeNAベイスターズ公式携帯サイト/Facebook）
- 「里崎智也の球約聖書」（別冊少年チャンピオン/巫女役）
- 「ドラフト最下位」（野球太郎）
- 「4522敗の記憶」スピンオフ「2011年のナイン」（現代ビジネス、2018年）
- 「文春野球コラムペナントレース」（文春オンライン、2017～2023年）
- 「死ぬ前にやっておくべきこと」（週刊実話）

## 出演
- スポナビLIVE 横浜DeNAベイスターズ戦　解説
- DAZN 横浜DeNAベイスターズ戦　解説
- 横浜DeNAベイスターズ熱烈LIVE（テレビ神奈川）2016年9月29日　三浦大輔引退試合ゲスト解説
- ぼくらのBクラス卒業式（テレビ神奈川）2016年12月30日
- クローズアップ現代（NHK総合）「“常識破り”の球団改革 ～密着・DeNAベイスターズ～」2015年6月17日
- 村上信五とスポーツの神様たち（フジテレビ）「プロ野球最強コントロールベスト10」2016年8月17日
- カープ道（広島ホームテレビ）｢文春野球コラムペナントレース｣ 2018年10月3日

### ラジオ
- 荒川強啓ディキャッチ（TBSラジオ）ベイスターズ祭
- 荻上チキSession-22（TBSラジオ） 不定期
- action（TBSラジオ）
- WE LOVE YOKOHAMA DeNA BAYSTARS 2025（FMヨコハマ）
- 小塚アナの褒めタイム（ラジオNIKKEI）
- エボラジ５UP（茅ヶ崎FM）
- SATURDAY MAGNIFICENT CAMP（FM COCOLO）
- MBSベースボールパーク（毎日放送）
- おはようパーソナリティ 小縣裕介です（ABCラジオ）
- 長谷川太 スポーツにちょい足し!（文化放送）
- かわのをとや スポーツの巣（文化放送）
- マイあさ！ 著者からの手紙（NHKラジオ第一）
- 杉作J太郎のファニーナイト（南海放送）
- 爽快！杉作J太郎のガンバレカープ大放送（南海放送）
- 渋谷のライトスタンド（渋谷のラジオ）パーソナリティ